# Ácido acetilsalicílico/cafeína/hidróxido de alumínio/mepiramina
Ácido acetilsalicílico/cafeína/hidróxido de alumínio/mepiramina (nome comercial: Engov) é uma associação medicamentosa composta pelos princípios ativos maleato de mepiramina, cafeína, ácido acetilsalicílico (AAS) e hidróxido de alumínio é utilizada para alívio de dor de cabeça, prevenção e cura da ressaca, enxaqueca e enjoo.